# Herb powiatu częstochowskiego
Herb powiatu częstochowskiego – jeden z symboli powiatu częstochowskiego, autorstwa Marcelego Antoniewicza, ustanowiony 22 marca 2000. 

## Wygląd i symbolika
Herb przedstawia na tarczy w polu czerwonym srebrną ceglaną wieżę (symbolizującą Orle Gniazda) z jednym czarnym oknem strzelniczym i bramą wjazdową, w której znajduje się złota lilia. Na szczycie baszty, na krenelażu stoi srebrny orzeł w koronie symbolizujący Małopolskę. Orzeł ma złote szpony, dziób, koronę i przepaskę. Złota lilia nawiązuje do symbolu Matki Boskiej, szczególnie chroniącej ten region.